# Bătălia de la Turtucaia
Bătălia de la Turtucaia a fost o bătălie din cursul Primului Război Mondial între trupe române și trupe bulgare și germane. S-a desfășurat între 1 și 6 septembrie 1916 și s-a încheiat cu înfrângerea trupelor române, care apărau capul de pod Turtucaia.

## Preliminarii
La 14/27 august 1916, România declara război Austro-Ungariei. A doua zi, la 28 august 1916, ca ripostă, Germania și Turcia declarau război României. Aliata Germaniei, Bulgaria, declara de asemenea război României la 1 septembrie 1916, moment în care armata bulgară, pregătită din timp, se punea în mișcare împotriva Turtucaiei, cel mai vestic punct al teritoriului românesc de la sud de Dunăre. Turtucaia, oraș situat în fața Olteniței, pe celălalt mal al Dunării, era considerat ca bază de plecare excelentă în caz de atac românesc împotriva Bulgariei, eventualitate în care, între Oltenița și Turtucaia ar fi trebuit să fie construit un pod de pontoane. Cum însă campania română prevedea ofensivă pe frontul de nord (în Transilvania, împotriva Austro-Ungariei) și defensivă pe frontul de sud (față de Bulgaria), podul de vase nu a mai fost construit. 
Pe uscat, Turtucaia se lega înspre est de Silistra printr-un drum de circa 60 de km, punct spre care garnizoana acestui cap de pod ar fi trebuit să se retragă, așa cum prevedeau instrucțiunile marelui stat-major, în cazul unui atac bulgar puternic. În concluzie, principala grijă a comandamentului garnizoanei Turtucaiei ar fi trebuit să fie menținerea legăturii cu trupele aflate la Silistra.

## Câmpul de luptă
Capul de pod Turtucaia era organizat pe trei linii de rezistență. Cea mai înaintată, întinzându-se până la linia pichetelor de frontieră, cu rol de supraveghere și recunoaștere și deservită de trupe de tăria unor plutoane sau companii era numită și „prima linie de rezistență”. Era la rândul ei formată din trei serii de lucrări: linia posturilor mici, linia gărzilor mari și linia avanposturilor înzestrate. Rolul ei era de a întârzia un eventual atac inamic, trupele având misiunea de a se retrage, rezistând pe aliniamente succesive. 
„A doua linie de apărare”, supranumită „linia principală de rezistență”, „linia I-a de rezistență” și „linia centrelor”, era situată la șapte-opt km de oraș și avea formă aproximativ semicirculară, fiind dispusă în jurul Turtucaiei, cu capetele sprjinindu-se pe Dunăre. Era alcătuită din 15 centre de rezistență (numerotate de la vest la est) aflate la 1-3 km unul de altul și construite sub forma unor redute de pământ prevăzute cu șanțuri, rețele de sârmă ghimpată și adăposturi subterane pentru trupe. 
Armamentul centrelor era constituit din mitraliere și tunuri cu tragere foarte scurtă (2.000-2.500 m), de calibrul 53 mm (în număr de 41) și 37 mm (14) și tunuri destinate susținerii luptei infanteriei. La 100-300 m înapoia liniei centrelor erau săpate șanțuri de trăgători, unde trupele se puteau retrage și rezista până la sosirea întăririlor.
„A treia linie de apărare”, numită și „linia a II-a de rezistență”, aflată la circa trei kilometri de oraș, era mult mai slabă decât a doua linie de apărare, fiind constituită din șanțuri pentru trăgători, șanțuri care însă pe alocuri lipseau, malurile lor surpându-se din cauza neîntreținerii lor.

## Atacatorii
Forțele care au atacat Turtucaia erau reprezentate de aripa stângă a Armatei a III-a bulgare, formată din Divizia a IV-a Preslav-18 batalioane, Brigada I-a a Diviziei 1 Sofia - 8 batalioane - și detașamentul mixt al maiorului von Hammerstein (de puterea unei brigăzi) format din trei batalioane bulgare și unul german. La acestea se mai adăugau cinci escadroane de cavalerie, trei companii de mitraliere și cinci companii de geniști. Artileria de care dispuneau forțele bulgaro-germane era însă foarte puternică: 128 de guri de foc, din care șapte tunuri cu calibrul de 75 mm, cu tragere rapidă, și 56 de piese mobile de artilerie grea, din care opt tunuri lungi de 150 mm, 24 de tunuri lungi de 120 mm și 24 de obuziere de 120 mm. Calitativ, trupele bulgare din jurul localității Turtucaia aparțineau celor mai bune divizii active.

## Apărătorii
Trupele ce apărau Turtucaia erau formate din Divizia a 17-a - 15 batalioane, la care s-au adăugat pe parcursul bătăliei Divizia a 15-a - 16 batalioane.
Pe Dunăre, Turtucaia mai era apărată de Divizia de Dunăre a flotei, compusă din patru monitoare cuirasate și opt vedete, cu 32 de guri de foc și comandată de contraamiralul Negrescu.   
Artileria capului de pod Turtucaia era formată din 110 guri de foc împărțite astfel: 28 fixe (24 grele și 4 ușoare), 59 semimobile - înhămate cu boi (31 grele și 28 ușoare) și 23 mobile - înhămate cu cai (15 grele și 8 ușoare). La acestea trebuie scăzute cele 17 guri de foc care nu au funcționat din lipsă de muniții sau din cauză că nu erau instalate în poziții și adăugate cele 55 de tunuri mici de 37 mm și 53 mm, montate în turele sau pe afete pe linia centrelor. Slăbiciunea artileriei românești era cauzată de lipsa tunurilor cu tragere rapidă (doar 40 din total), precum și de răspândirea acesteia pe un front de peste 30 de kilometri. Calitativ, trupele române din garnizoana Turtucaia aparțineau unor divizii nou înființate. În Divizia a 17-a intra un singur regiment activ, restul fiind format din rezerviști.

## Desfășurarea bătăliei
La 31 august 1916, noaptea, bulgarii au atacat pichetele române de pe frontieră, trupele române de pază retrăgându-se pe linia pichetelor mici. 
Operațiile propriu-zise împotriva Turtucaiei au început în noaptea de 1 spre 2 septembrie, printr-un atac concentric. Dinspre vest, din direcția Rusciuk (Ruse) a venit coloana mixtă Hammerstein, care a atacat spre Satu Vechi, în special centrul 3. Din sud, a înaintat Divizia 4 Preslav, atacând sectorul Daidîr cu centrele 6-9. Dinspre sud-est, a atacat Brigada I-a din Divizia 1 Sofia spre centrele 11-12 din sectorul Antimova. Necunoscând valoarea trupelor atacatoare, posturile române s-au retras pe linia gărzilor mari, la 2-3 km înaintea liniei centrelor - principala linie de rezistență. În zorii zilei de 2 septembrie coloanele germano-bulgare au reînceput înaintarea, forțând trupele române să se retragă pe linia a 2-a, linia centrelor, excepție făcând cele din sectorul Satu Vechi care au rezistat pe linia gărzilor mari până după amiaza, ajutate și de artileria de pe malul stâng al Dunării și de pe monitoare. 

Noaptea de 2-3 septembrie s-a scurs fără a fi înregistrate atacuri din partea inamicului. 

La 3 septembrie, operațiunile s-au concentrat asupra sectorului de vest. Artileria inamică instalată la vest de Turcșmil și pe dealurile de la Senova-Siahlar au executat un bombardament violent asupra pozițiilor române de la Satu Vechi, însă cu rezultate slabe. Începând cu ora 10.30 și până seara târziu, infanteria germano-bulgară a întreprins atacuri violente, oprite însă la rețelele de sârmă ghimpată, cu mari pierderi pentru atacatori. Pierderile românilor au fost neînsemnate. Din nenorocire însă, comandantul sectorului, colonelul Nicolicescu, crezând că inamicul străpunsese liniile românești, s-a panicat și a ordonat spre seară evacuarea poziției și retragerea pe linia centrelor, ceea ce a avut drept consecințe demoralizarea trupelor și pierderea unui avantaj tactic, ieșindul de aici constituind un pericol pentru trupele care atacau sectorul vecin, apărat de centrele 6-9. La celelalte sectoare ale apărării Turtucaiei nu au avut loc atacuri în această zi. 

Luni, 4 septembrie, ziua a fost de asemenea liniștită, trecând fără ca trupele germano-bulgare să fi derulat vreun atac împotriva Turtucaiei. Ele își ocupau pozițiile pentru atacul decisiv împotriva liniei fortificate a centrelor. În sectorul Satu Vechi, trupele române, la inițiativa comandanților de companii, au reocupat pozițiile părăsite ca urmare a ordinului neinspirat al comandantului de sector, dar spre seară ordinul a fost repetat, astfel că pozițiile respective au fost din nou părăsite, apărătorii retrăgându-se pe linia centrelor. Până la acest moment, deși cetatea fusese investită, situația nu era foarte gravă, iar numărul pierderilor românești se ridicau la circa 200 de oameni. 

Ziua de 5 septembrie a fost cea mai sângeroasă. Ea a început cu un bombardament al pozițiilor românești care s-a declanșat la 6.30 dimineața, și a ținut o oră și patruzeci de minute. Tirul s-a concentrat în special asupra centrelor 6-9, care erau lovite de proiectilele a 21 de baterii, cu 84 de guri de foc, dintre care 40 de tunuri și obuziere grele. Riposta română a fost una slabă, sectorul atacat dispunând de doar 8 tunuri de 105 mm, 7 obuziere de 120 mm și patru turele de 53 mm. În ciuda violenței bombardamentului, acesta a fost mult prea scurt ca durată, afectând în mică măsură liniile românești de apărare. Pentru a rezista atacului infanteriei ar fi fost necesară doar întărirea liniei de luptă. 
Cu toate că inamicul își dezvăluise intențiile, comandamentul român nu a apreciat corect situația, trimițând întăririle către centrele 1-5. În acest timp, centrele 6-8, apărate de trupe din Regimentul 79 Slobozia - câte o companie pentru fiecare centru și tot câte o companie pentru fiecare spațiu intermediar dintre două centre - sunt atacate de cele patru regimente ale Diviziei a 4-a Preslav. Centrul numărul 11 este de atacat de două regimente ale Diviziei 1 Sofia. 
O parte din tunurile românești din sectoarele atacate au fost scoase din luptă de bombardamentul artileriei bulgare, iar restul au înhămat și s-au retras. Singura grupare de artilerie care a acționat în ajutorul centrelor 6-9 este un divizion de obuziere de 105 mm, trimis în ultima clipă de comandantul Turtucaiei pentru a întări sectorul Daidâr. Tirul precis al acestuia, împreună cu mitralierele și focurile celorlalte arme de infanterie ale apărătorilor centrelor fac un adevărat carnagiu în rândurile atacatorilor, reușind să blocheze elanul trupelor bulgare. Terminând însă muniția, divizionul de obuziere se retrage. Infanteria română care apără centrele din sectorul atacat este copleșită de numărul atacatorilor, disproporția de forțe fiind zdrobitoare în favoarea trupelor bulgare: două companii românești contra unui regiment bulgar. Deși încearcă să reziste, trupele românești din sectoarele atacate sunt decimate. Un contraatac încercat cu rezervele Regimentului 79 Slobozia este respins, iar conducătorul acestuia, locotenent-colonel Popescu, moare lovit de un glonț. La ora 12, centrele 6-8 sunt în totalitate în mâna inamicului. 
Centrul 11, aflat pe direcția atacului secundar, dat de cele două regimente din Divizia 1 Sofia, rezistă încă o oră și jumătate, până ce locotenentul rezervist Titus Axente, comandantul apărătorilor și sufletul rezistenței acestui sector este lovit mortal. Mâna de supraviețuitori se retrage, dar cade sub focul celor din Regimentul 80, care veneau din spate în ajutor. Apărătorii centrelor 9-10, amenințați cu încercuirea, se retrag; doar în anexele centrului 9, sublocotenenții Ion Rotaru și Cristodor Vasilescu, cu o mână de luptători continuă să reziste, până ce cad străpunși de baionetele dușmane. 
 La rândul lor, bulgarii au pierderi foarte mari. În fața centrului 8, cadavrele atacatorilor stau în mormane.

Situația cetății Turtucaia, la ora 14.30, cu toată apărarea străpunsă la centru, pe o distanță foarte mare între centrele 5-11, deși gravă nu era una disperată. 
Bulgarii la rândul lor, epuizați de pierderile suferite și cu unitățile dezorganizate nu mai puteau continua înaintarea. În plus, între aripa dreaptă a Diviziei a 4-a Preslav, situată în dreptul centrelor 8-9 și aripa stângă a brigăzii aparținătoare de Divizia 1 Sofia care atacase centrul 11, era un mare gol, pentru care nu mai existau în rezervă trupe care să-l astupe. Un contraatac puternic asupra aripii drepte a Diviziei a 4-a Preslav ar fi putut schimba radical situația. Comandamentul român avea la dispoziție forțele necesare unei astfel de acțiuni: cinci batalioane proaspete sosite ca întăriri de peste Dunăre. Din păcate, generalul Teodorescu nu a sesizat oportunitatea care se ivise, iar ordinele date de comandanții de sectoare au agravat și mai mult situația trupelor române. Astfel, comandantul sectorului de est, locotenent-colonel Alexandru Marinescu, apreciază situația ca pierdută, după căderea centrului 11 și dă ordin trupelor din centrele 12-15, neangajate în luptă, să părăsească pozițiile și să se retragă pe linia a III-a de rezistență. Retragerea degenerează în panică, oamenii aruncă armele, iar unii dintre ei schimbă direcția retragerii și pornesc spre pontoanele de pe Dunăre, pentru a trece pe celălalt mal, fapt pe care unii îl reușesc. În acest fel, poziția apărării dinspre est a Turtucaiei, spre Silistra este aproape complet dezorganizată, permițând trupelor brigăzii din Divizia 1 Sofia să se apropie de linia a III-a de rezistență. În acest timp, sectorul de sud, Daidâr, cu centrele 5-9, apărat de Regimentul 79, sucombă sub efortul principal al dușmanului, care atacă zona cu întreaga Divizie a 4-a Preslav, în vreme ce sectorul de vest, Satu Vechi, unde generalul Teodorescu, comandantul Turtucaiei, masase cele mai multe trupe și artilerie, era neatacat. Abia în după-amiaza zilei de 5 septembrie este atacat și sectorul de vest, dar atacul este slab și este respins. Colonelul Nicolicescu ordonă însă părăsirea centrelor 2, 3 și 4, considerând că acestea sunt amenințate dinspre sud, odată cu căderea centrelor 5-9. Trupele române se retrag peste tot, pe linia a III-a de rezistență. Se încearcă o serie de contraatacuri, cu trupele proaspete sosite de peste Dunăre, dar în ciuda unor succese inițiale, aceste contraatacuri nu reușesc, datorită faptului că trupele au fost băgate în luptă fragmentat și fără un plan coerent de acțiune. 

Ziua de 6 septembrie este ultima zi de rezistență a Turtucaiei. Până la ivirea zorilor, comandamentul român a încercat reconstituirea trupelor dezorganizate, operațiune reușită doar în parte. Cu aceste trupe s-a pus în stare de apărare linia a treia de rezistență, o linie de apărare slabă, lipsită aproape în totalitate de artilerie (s-a pierdut toată artileria de poziție, fiind salvate doar o baterie de 150 mm și una de 105 mm, precum și mai multe tunuri mobile de calibru mic).

Comandamentul român din Turtucaia este optimist. Are superioritate numerică în infanterie și, în plus, așteaptă ca dinspre Silistra să-i vină în ajutor Divizia a 9-a. Bazându-se pe aceste date, el dă ordin trupelor din linia a treia de rezistență să reocupe linia centrelor, iar unui grup compus din trupe amestecate din regimentele 34, 80, 84 și grăniceri să atace spre est pentru a se uni cu trupele care vin de la Silistra.

Bulgarii, după ce au ocupat întreaga linie a centrelor (mai puțin centrul 1) se regrupaseră pentru atac. Ca urmare, atacul românesc, pornit la 4.30 dimineața a dat peste trupe gata de luptă. Cele mai violente bătălii au avut loc la sud, de-a lungul șoselei spre Daidâr, unde atacul românesc, după un succes inițial concretizat într-o înaintare de 1 km a fost înăbușit în sânge de artileria germano-bulgară și de mitraliere.

La est, de-a lungul șoselei spre Silistra, atacul românesc, început la 6.30 dimineața întoarce aripa dreaptă a regimentului 6 Târnovo și reușește să producă o mișcare de retragere a trupelor bulgare. Dar din nou, mitralierele și artileria bulgară opresc atacul românilor. La 9 lupta încetează. Bulgarii, care au și ei pierderi mari, nu contraatacă.

În sectorul de vest, lupta începe abia la 9.30, dar în ciuda faptului că aici erau masate cele mai multe trupe românești, atacul nu are vigoare, este prost condus și se transformă în final în hărțuieli locale.

Între timp însă, în sectorul estic, în timp ce trupele române așteptau sosirea ajutorului dinspre Silistra, în locul diviziei a 9-a, apar noi coloane de atac bulgare. Panica se răspândește printre apărătorii români din sectorul estic. În același timp bulgarii atacă și sectorul sudic. Fără sprijinul artileriei și acesta cedează. La ora 12.00, doar sectorul vestic și câteva puncte din sectorul sudic mai rezistă. Comandantul cetății, generalul Teodorescu părăsește Turtucaia. Bulgarii avansează metodic spre oraș. Locuitorii de origine bulgară încep să atace și ei, pe la spate, trupele române intrate în debandadă. Luptele continuă în grupe mici până la ora 4.30 p.m. și numeroase fapte de eroism personal au loc. Acestea nu pot opri însă dezastrul. La ora 4.30 p.m. colonelul Mărășescu, cel care preluase comanda Turtucaiei, după plecarea generalului Teodorescu, ordonă trupelor încetarea luptei.

## Epilog
Pierderile românești s-au cifrat la aproximativ 34.000 de oameni (morți, răniți și dispăruți), alți 3.500 de oameni reușind să iasă spre Silistra din încercuirea realizată de trupele bulgaro-germane, în timp ce aproximativ două mii de ostași au scăpat trecând Dunărea spre Oltenița, înot sau cu ajutorul marinei fluviale române. Pierderile sângeroase ale românilor (morți și răniți) au totalizat 160 de ofițeri și 6.000 de soldați, în vreme ce 480 de ofițeri și 28.000 de soldați au ajuns în prizonierat.

## Consecințe

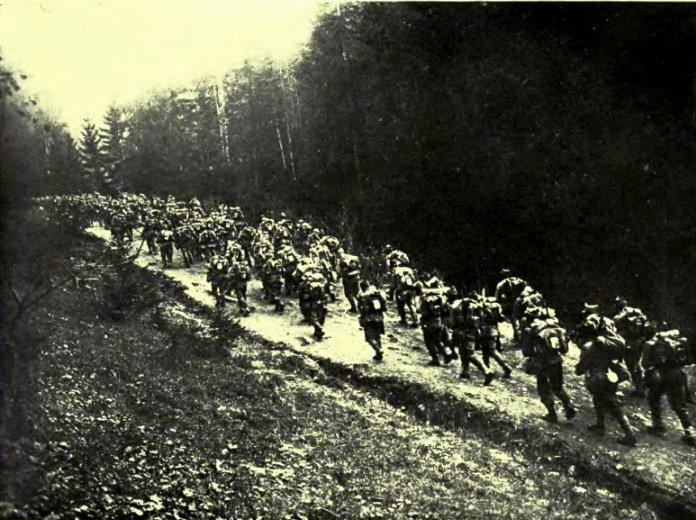
Bătălia de la Turtucaia a dus la retragerea a șapte divizii românești de pe frontul de nord

Bătălia de la Turtucaia a fost foarte importantă prin consecințele sale. În ceea ce privește frontul de sud (de pe frontiera româno-bulgară), ea a permis trupelor bulgaro-germane să atace Dobrogea (pe care ulterior au și ocupat-o). Mult mai grav a fost însă faptul că pe frontul de nord (din Transilvania) ofensiva desfășurată de trupele române împotriva trupelor germane și austro-ungare a fost oprită, fiind luate din acest sector șapte divizii care au fost transferate pe frontul de sud. Chiar dacă ulterior șase dintre acestea au revenit pe frontul de nord, oprirea ofensivei din Transilvania a permis, pe de o parte, concentrarea trupelor germane și austro-ungare, care au putut declanșa o ofensivă care s-a soldat cu împingerea trupelor române pe linia Carpaților, și, pe de altă parte, a permis ulterior invazia Munteniei. 
Constantin Argetoianu: „Turtucaia înseamnă o dată mare în evoluția politică a țării noastre. (...) Cu Turtucaia a început la noi ura împotriva partidelor. Turtucaia a pus în plină lumină goliciunea oamenilor cărora țara le încredințase soarta ei, aproape fără niciun control. Cu Turtucaia a luat naștere la noi o mentalitate nouă și se poate zice că, odată cu dezastrul de la Turtucaia, s'a trezit și opinia noastră publică la conștiința datoriilor ei”.